# Isla Plana (Filipinas)
La isla Plana o isla Patag (tagalo: Patag; chino: 岛 信 费; pinyin: Dao Feixin; vietnamita: Đảo Bình Nguyên) es la decimocuarta isla más grande y la segunda más pequeña del conjunto de las islas Spratly. Es, además, la sexta más grande entre las islas Spratly ocupadas por los filipinos. Tiene una superficie de 0,57 hectáreas (5.700 metros cuadrados), y se ubica a 6 millas (10 km) al suroeste de la isla Lawak (isla de Nanshan), ocupada por las Filipinas. Esta isla es administrada por los filipinos, como parte de Kalayaan, Palawan. Patag es la palabra en tagalo para referirse a algo plano, por lo que se traduciría como isla Plana.

## Entorno
La isla Patag es un cayo llano, arenoso y de escasa altitud, de 240 por 90 m, sujeto a la erosión. Cambia su forma estacionalmente, ya que la arena que se acumula depende en gran medida de la dirección del viento dominante y las olas. Así, actualmente, y desde hace algunos años, presenta una forma alargada, pero habiendo adoptado en el pasado también formas de luna creciente y de letra "S". Al igual que la isla Panata (cayo Lankiam), es estéril en cuanto a la vegetación. Ninguna fuente de agua subterránea se encuentra en la isla. En la actualidad, esta isla solo sirve como puesto de observación militar de la Municipalidad de Kalayaan.

## Ocupación filipina
Pese a estar actualmente ocupada por Filipinas, la isla es reclamada por China, Taiwán y Vietnam Es vigilada por soldados estacionados en la cercana isla Lawak (isla Nanshan). Patag es bastante pequeña y su abastecimiento las 24 horas es una tarea difícil. Debido a ello, los soldados de la isla de Lawak regularmente vigilan Patag desde una estructura alta (para aumentar la distancia en el horizonte), realizando visitas con regularidad.